# Строгановський палац
Строгановський палац — відомий в Санкт-Петербурзі палац родини Строганових, створений в добу бароко. Первісні інтер'єри — не збережені через часту зміну оздоб в інших стилях. Мистецькі колекції Строганових продані урядом більшовиків за кордон, а залишки роздрібнені і передані в музеї різних міст СРСР.

## Історичні дані
Строгановим у Санкт-Петербурзі належало близько 60 будинків. Один з перших був побудований за вказівкою самого Петра І на Василівському острові поряд з тодішнім портом та Будівлею Дванадцяти колегій (тодішніх міністерств). Як і усе штучне, запроваджене царем-деспотом, і далеке від потреб реального життя, будинок побудували, але в ньому не жили. Зі смертю царя і переміщенням центру столиці на лівий берег Неви, оселились там і Строганови.

## Перший архітектор і замовник
Замовником нового палацу став камергер, генерал-лейтенант, граф Сергій Строганов. Високий соціальний щабель та наближеність до царського двору дозволили залучити до створення проекту палацу придворного архітектора — Франческо Бартоломео Растреллі.
Строганов володів на той час трьома кам'яними будинками на Невському проспекті, кутова ділянка на березі річки Мойки. Поряд хизувались палаци єлизаветинських вельмож — з розкішними залами, почесними дворами, кованими металевими ґратами. Кожний палац мав сад бароко з павільйонами і скульптурами — садибного типу. Сусідом Строганових був і брат фаворита імператриці — Кирило Розумовський, палац якого збережений донині. Замовник бажав мати новий палац в престижному районі й з відповідним оточенням.

## Будівництво
Три кам'яні і маловиразні будинки Строганова якраз постраждали від пожежі. Це і стало приводом для початку робіт. Задум відноситься до 1752 року, коли в листі до сина у Францію Сергій Григорович сповістив про початок будівництва нового палацу. Завантажений царськими замовами, Растреллі будував виключно для царської родини та державних діячів. Саме в цей час архітектор важко і довго порався з палацом канцлера Михайла Ларіоновича Воронцова. Воронцовський палац зводили з перервами через фінансові труднощі володаря, що витрачав велетенські суми на розкішне життя і не бажав обмежувати свої витрати  на термін будівництва палацу.

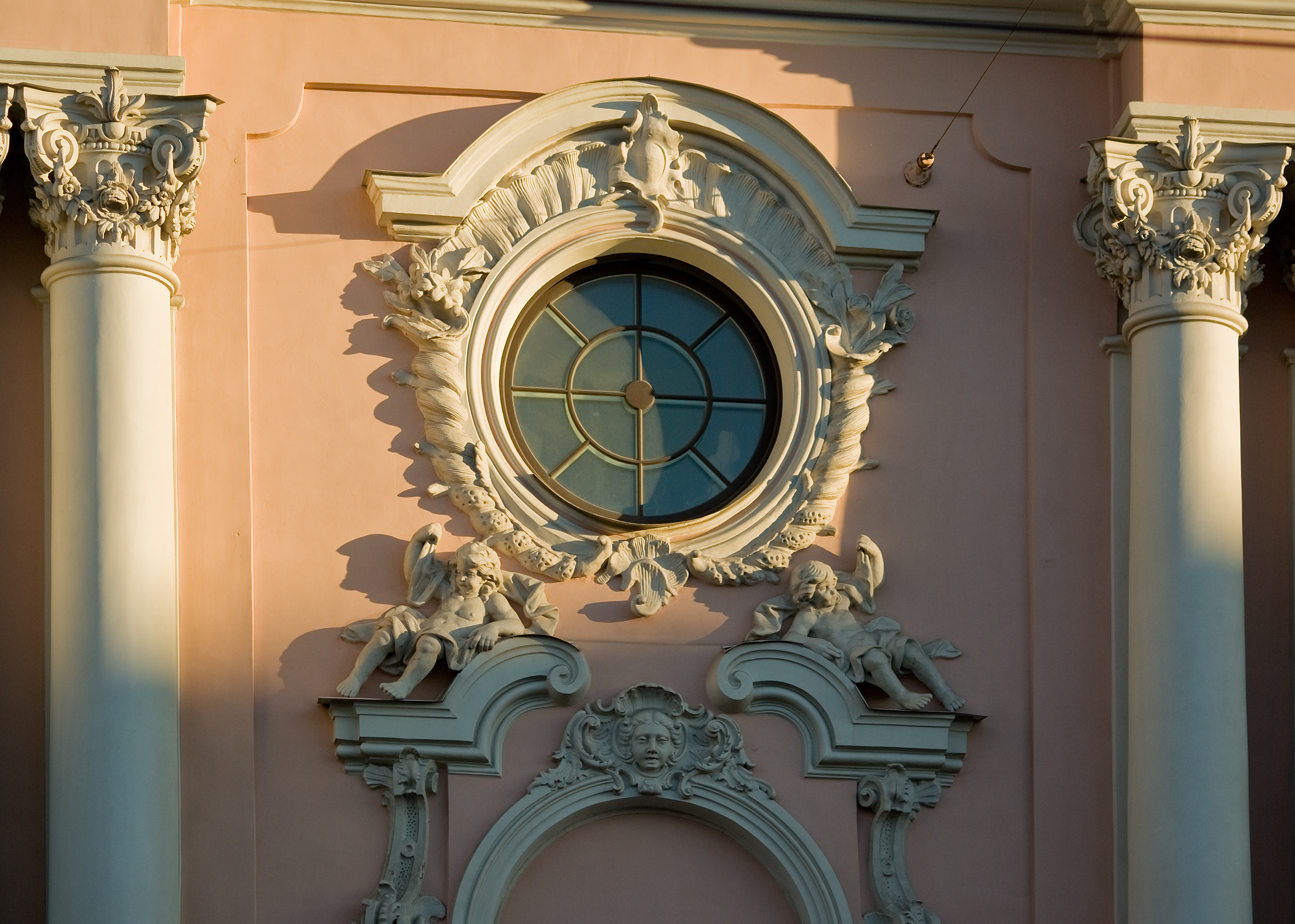

Камергер Строганов, навпаки, приділяв будівництву значну увагу. Тому Строгановський палац побудували на три роки раніше Воронцовського. А Строганов навіть умовив Растреллі жити в апартаментах сина, поки той був за кордоном. Так Строгановський палац став ще й меморіальним об'єктом, пов'язаним з життям декількох відомих осіб доби середини 18 століття.
Меморіальне значення палацу зростало і через ініціативи володаря. Саме в Строгановському палаці збирались діячі, що запропонували створити в столиці — публічну бібліотеку, якої та ще не мала. Аби прискорити справу, Строганов ,не чекаючи відкриття публічної бібліотеки, заснував таку бібліотеку у власному палаці. Збережені відомості, що книжками строгановської бібліотеки користувались відомі тодішні особи, серед яких — вельможі Воронцови, поет Сумароков і навіть сама Катерина II, шанувальниця книг.
Растреллі доволі економно поставився до будівництва палацу і використав усі збережені після пожежі рештки попередніх будинків. Вони увійшли в мури нової споруди і виявлені під час зондажів та обстежень будівлі в 21 столітті. Реставратори навіть знайшли залишки стінописів на стінах північного корпусу, які датують 1740-м роками. Ззовні фасади мають бароковий декор і тинькування з відновленим рожевим кольором, як то первісно запропоновано Растреллі.
Подякою архітектору став і портрет, який замовив С. Г. Строганов модному художнику, щойно прибувшому в Петербург — П'єтро Ротарі. Ротарі запросив чималу суму, але Строганов не відступився. Готовий портрет Растреллі розмістили в Білій залі, де він зберігався до 20 століття, допоки його не передали в Російський музей.

## Палац

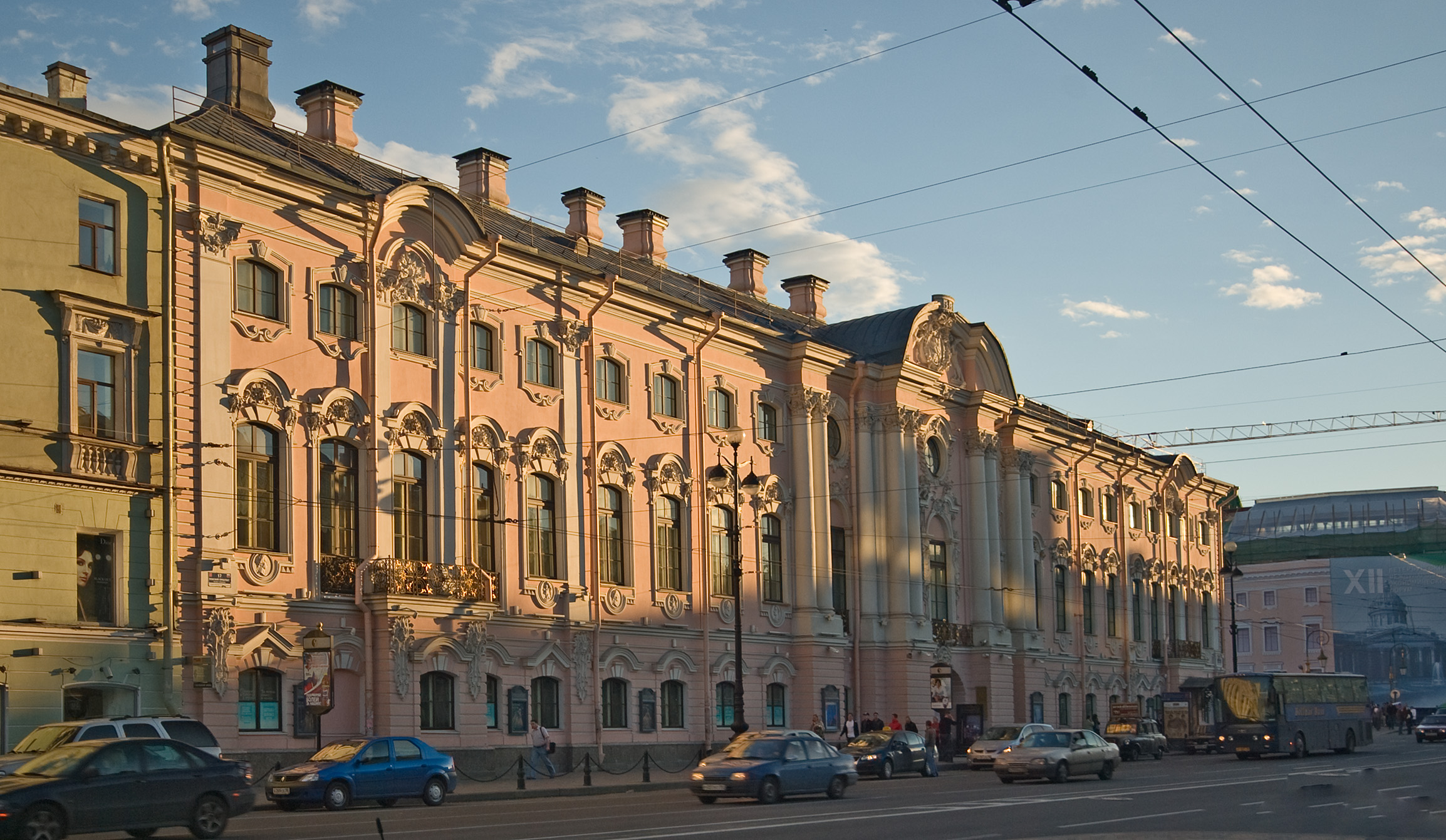
Фасад на Невський проспект, 2008 р.

Ділянка землі виявилася дещо замалою для розкішного палацу і займає її практично повністю. Будівля за поземним планом нагадувала латинську літеру L, два її головні фасади були повернуті до Невського проспекту та у бік річки Мойки. З вікон останнього фасаду відкривався краєвид на дерев'яний палац імператриці Єлизавети Петрівни та припалацовий театр. Саме в цьому дерев'яному палаці імператриця і померла.
Строгановський палац став одним з перших палаців столиці міського типу. Палац мав п'ятдесят (50) розкішних залів. Він стояв на червоній лінії проспекту і не мав курдонеру, як сусідні палаци садибного типу. Не мав він і розвиненого саду бароко. Лише внутрішній дворик палацу став місцем маленького саду, відокремленого від хоздвору кам'яним муром. Пізніше мур замінили на ще один корпус палацу, зберігши первісний стиль бароко і на нових фасадах.

## Інтер'єри

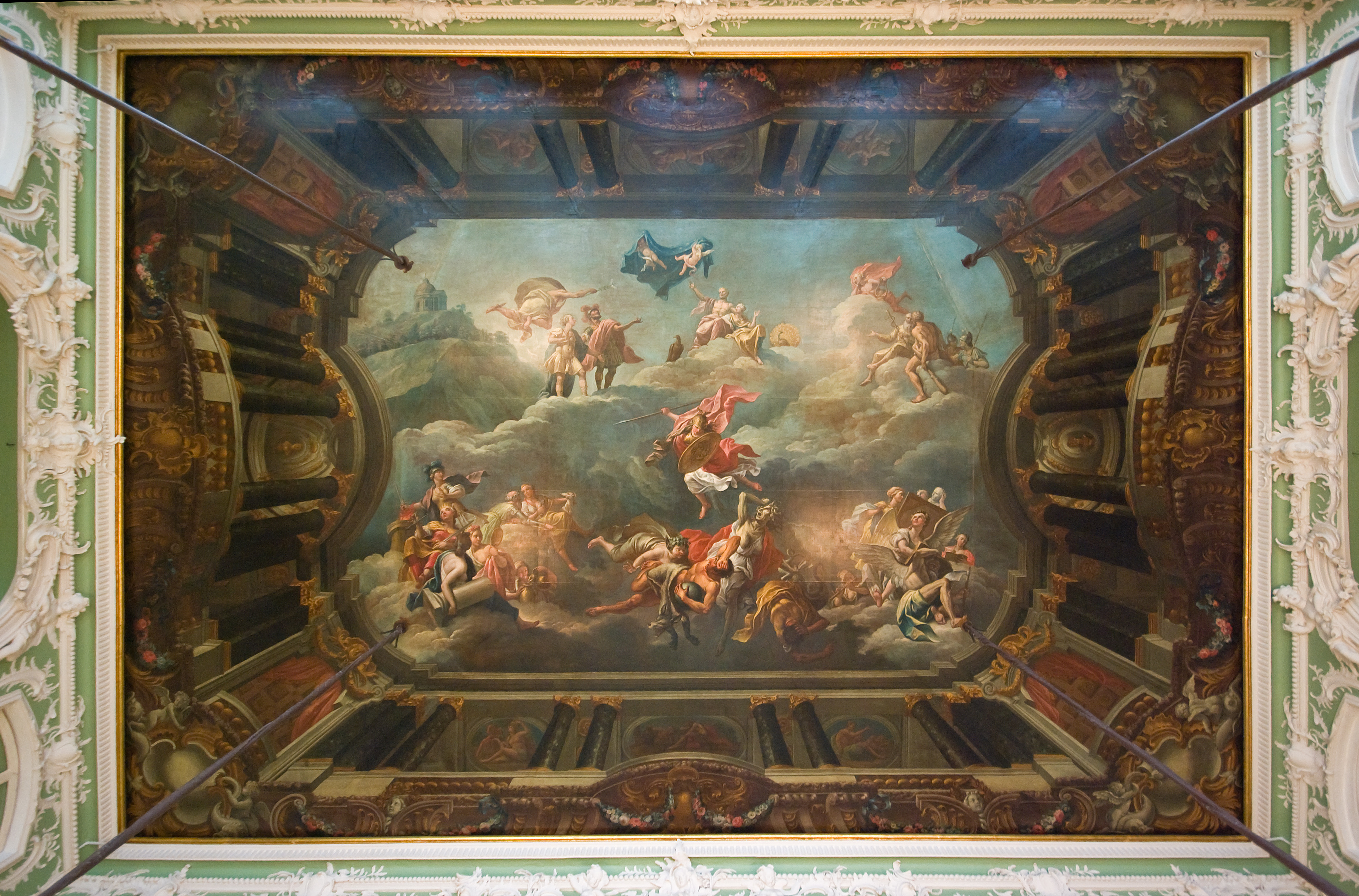
Стогановський палац. Худ. Джузеппе Валеріані Плафон «Мандри Телемака», реставровано

Первісні інтер'єри палацу — не збережені і через постійні перебудови, і через бажання нащадків мати модні, а не старовинні зали.
Але частка декору випадково збереглася. Серед збереженого — плафон роботи італійського художника Джузеппе Валеріані (1708 ? — 1761) на тему «Мандри Телемака». Але в центрі полотна — не герой, відомий за поемою Вергілія, а богиня мудрості — Афіна, що жене геть алегорії Заздрості, Владолюбства, Нещирості і Злоби. Так зажадав замовник.
Серед збережених внутрішніх приміщень — Велика зала. Саме тут наприкінці 18 століття розмістили коштовну колекцію західноєвропейського живопису родини Строганових. Велика зала має площу у сто двадцять вісім (128) квадратних метрів і розпланована у західному корпусі палацу. Стелю саме цієї зали і прикрасив плафон Джузеппе Валеріані.
Добудови палацу продовжувались і після відсторонення Растреллі від будівельної практики. Строганов залучив до добудов модного архітектора Валлєн Деламота. Той продовжив будівництво за попереднім проектом Растреллі і створив новий проект східного корпусу, який перевищував розміром західний корпус. Але значного втручання в будівлю Валлєн Деламот не мав. Будівництво припинили через родинні чвари (Строганов роз'їхався з дружиною — графинею Анною Михайлівною Воронцовою.)

## Пожежа і нові перебудови

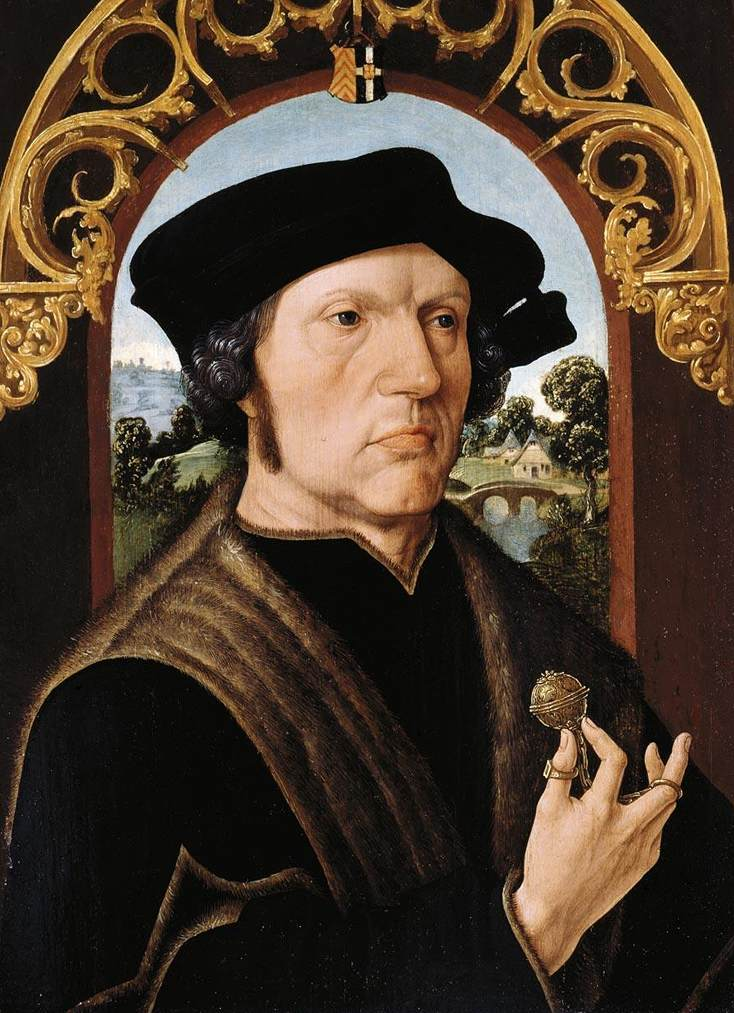
Худ. Якоб Корнеліс Остзанен, «Портрет невідомого», картина Строганових, що передана у Ермітаж. Варіант в Парижі.

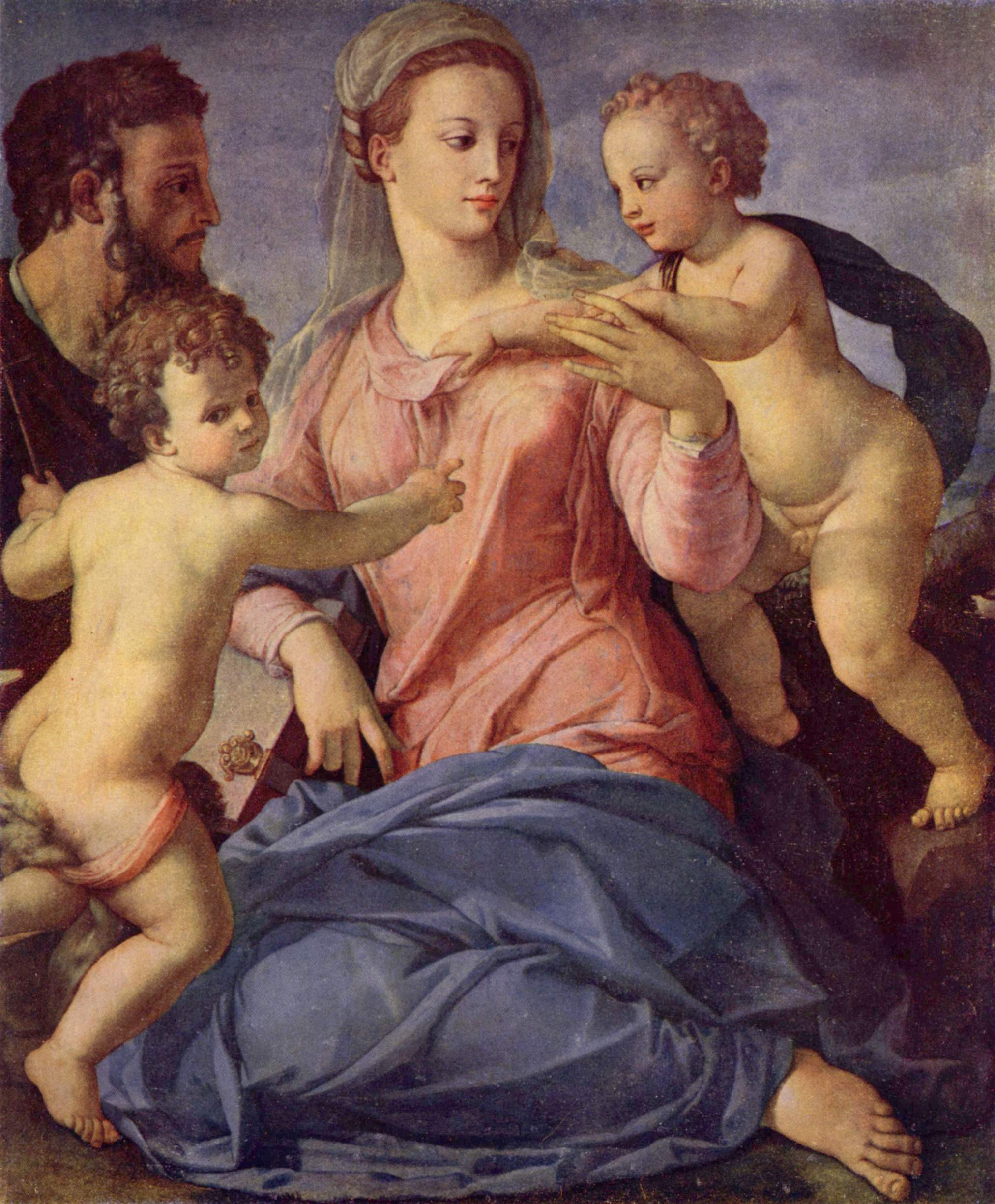
Худ. Аньйоло Бронзіно, «Св. Родина», картина Строганових, що передана у Москву

У 1790-ті рр. палац знов постраждав від пожежі і більшість інтер'єрів, створених ще Растреллі, зникла. До відновлення палацу залучили домового архітектора Строганова — Вороніхіна. Андрій Никифорович мав добру освіту і був прихильником стилю класицизм у римському його варіанті. Вороніхін і створив новий вхід у палац з боку Невського проспекту, що існує й зараз. Пошкоджені пожежею фасади втратили балкон та атлантів, що його підтримували та кам'яні скульптури з серії «Частини світу», що зробило фасади більш стриманими і менш відповідними стилю бароко.
Ще більше змін зазнали інтер'єри, декоровані в стилі класицизм. Найцікавішим був декор картинної зали та двох кабінетів у її кутах. Тепер тут містилися мистецькі колекції Строганова. Ще в часи перебування за кордоном Строганов піклувався про майбутню галерею і часто купував подвійні твори одного й того ж художника. Тепер картини розмістили в залі симетричними рядами. Інтер'єр в стилі класицизму, створений Вороніхіним сприймався взірцевим і був зафіксований на малюнках і картинах. Вони дають уяву про стиль та тодішнє розташування картинної галереї, що уславилась серед вельможних, приватних збірок надзвичайною мистецькою вартістю. Адже збірка репрезентувала твори багатьох уславлених майстрів, серед яких були -
- Сандро Боттічеллі
- Анжеліко да Фьєзолє
- Джованні Белліні
- Лукас Кранах Старший
- Пітер Пауль Рубенс
- Антоніс ван Дейк
- Рембрандт ван Рейн
- Якоб ван Рейсдал
- Аньйоло Бронзіно
- Герард де Лересс
- Андреа дель Сарто
- Гвідо Рені
- Пінтуріккіо
- П'єтро да Кортона
- Нікола Пуссен
- Клод Лоррен
- Франсуа Буше
- П'єтро Ротарі
- Юбер Робер
- скульптури Етьєна Моріса Фальконе, Жана Антуана Гудона, гобелени з Парижу, порцеляна Китаю і Франції, унікальні меблі.

## Каталог

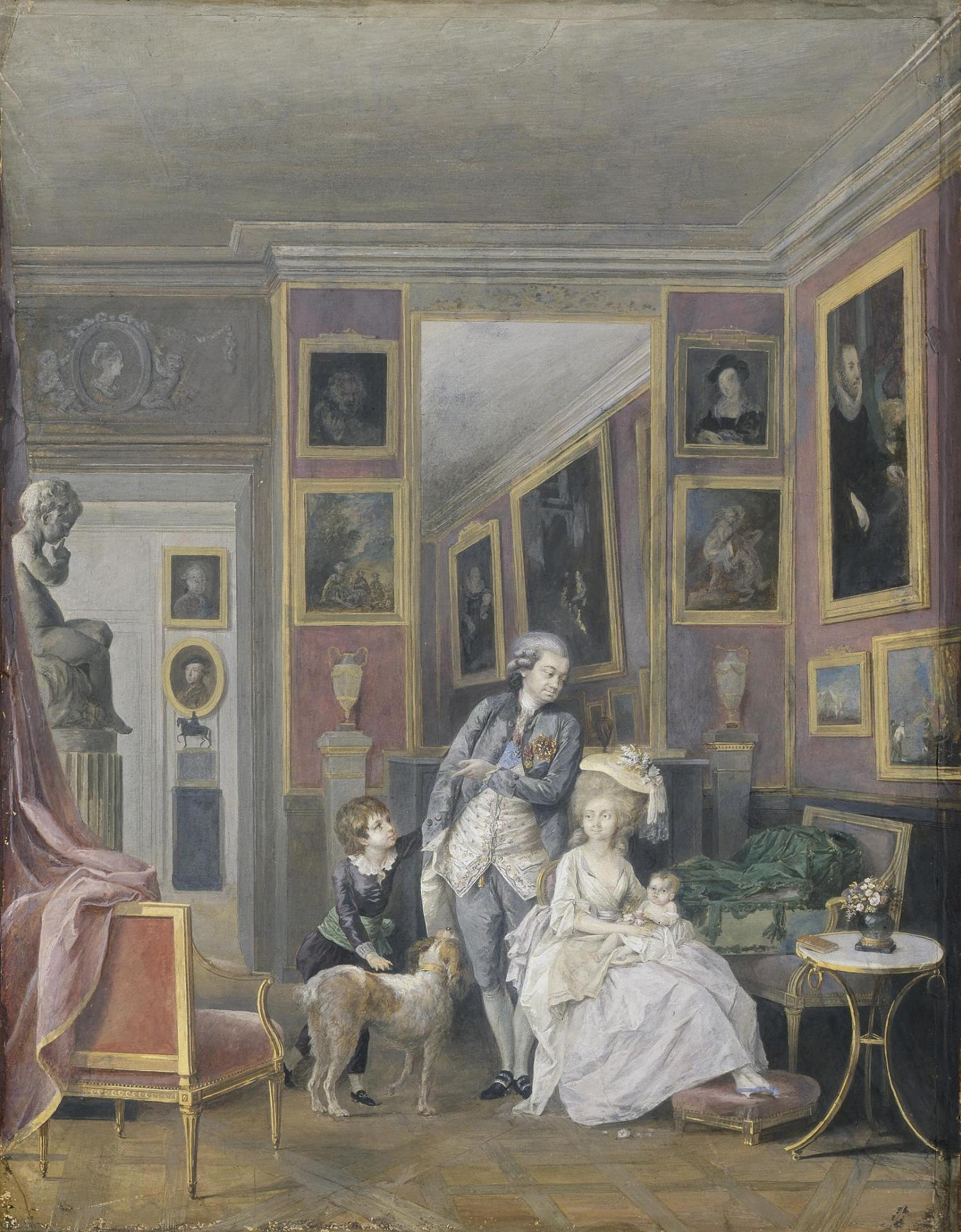
Олександр Строганов з другою дружиною та дітьми, 1778, музей Єрмітаж

Створення каталогу — нині звичайна практика в кожній картинній галереї чи музеї. Мають вони поширення і в приватних збірках. Не так було в 18 столітті.
Наприкінці 18 століття єдиний каталог, оприлюднений ще за життя власника, був каталог картинної галереї О. С. Строганова, надрукований французькою у 1793 році. Видання отримало широкий розголос і через славу збірки, і через феномен першого оприлюднення колекції у такий спосіб. Зазвичай каталоги були рукописними, мали малюнки чи гравюри з картин збірки та підписи до них. Рукописні каталоги зберігались у власника і були своєрідним інвентарним описом. Оприлюднювали такий рукопис-каталог лише під час аукціону, продажу збірки. Збережені поодинокі зразки рукописних каталогів зламу 18-19 століть, частка — відома лише за спогадами. Відкриття кожного нового рукописного каталогу цього періоду — наукова сенсація, документ доби, що дозволяє постежити шлях творів мистецтва, їх попереднє перебування і допомагає в атрибуціях.
Строганов не збирався продавати колекцію, а незвичним виданням популяризував збірку і стимулював мистецтвознавчі дослідження.

## Трагічні 50 років
Перша половина 20 століття завершилася для Строгановського палацу справжньою катастрофою. До 1917 р. палац ще належав родині. Після більшовицького перевороту він і його колекції були націоналізовані. На базі палацу створили музей, який проіснував недовго.
Вже в травні 1931 р. за сприяння уряду антикварна фірма «Рудольф Лєпке хаус» провела гучний аукціон по продажу мистецьких збірок палацу Строганова. Уряд більшовиків віддав на продаж сто вісім (108) картин, п'ятдесят два (52) зразка унікальних меблів, двадцять три (23) зразка скульптур, французькі гобелени, порцеляну, старовинні годинники і навіть родинні ікони Строганових. Серед проданих — Рембрандт, Якоб ван Рейсдал, Антоніс ван Дейк, Джордж Ромні, Рубенс, портрети Вольтера та Дені Дідро (погруддя роботи Гудона)…
Серед забраних і проданих речей Строгановського палацу були і шедеври з київського Музею мистецтв Богдана та Варвари Ханенків — візантійські ікони, гобелен «Поклоніння волхвів» (Франція 1512 року), картина Лукаса Кранаха Старшого «Адам і Єва». Останній твір продано в місті Берлін в травні 1931 року під брехливою позначкою зібрання Строганових (зберігається нині в музеї Нортона Саймона, США, місто Пассадена, Каліфорнія). Музейні експонати з київського музею продали під брехливою звісткою-позначкою строгановської колекції.
Лише незначна частина картин передана в інші музеї, а збірка античних рельєфів та саркофагів потрапила в Ермітаж.
Палацові корпуси відвели під різні установи, що почали переобладнання та руйнацію історичних інтер'єрів. У 1935 р. були перефарбовані фасади, що до 2003 р. зберігали зелено-білі кольори, як і Зимовий палац. З 1937 р. в палаці мешкали військові.

## Реставрація

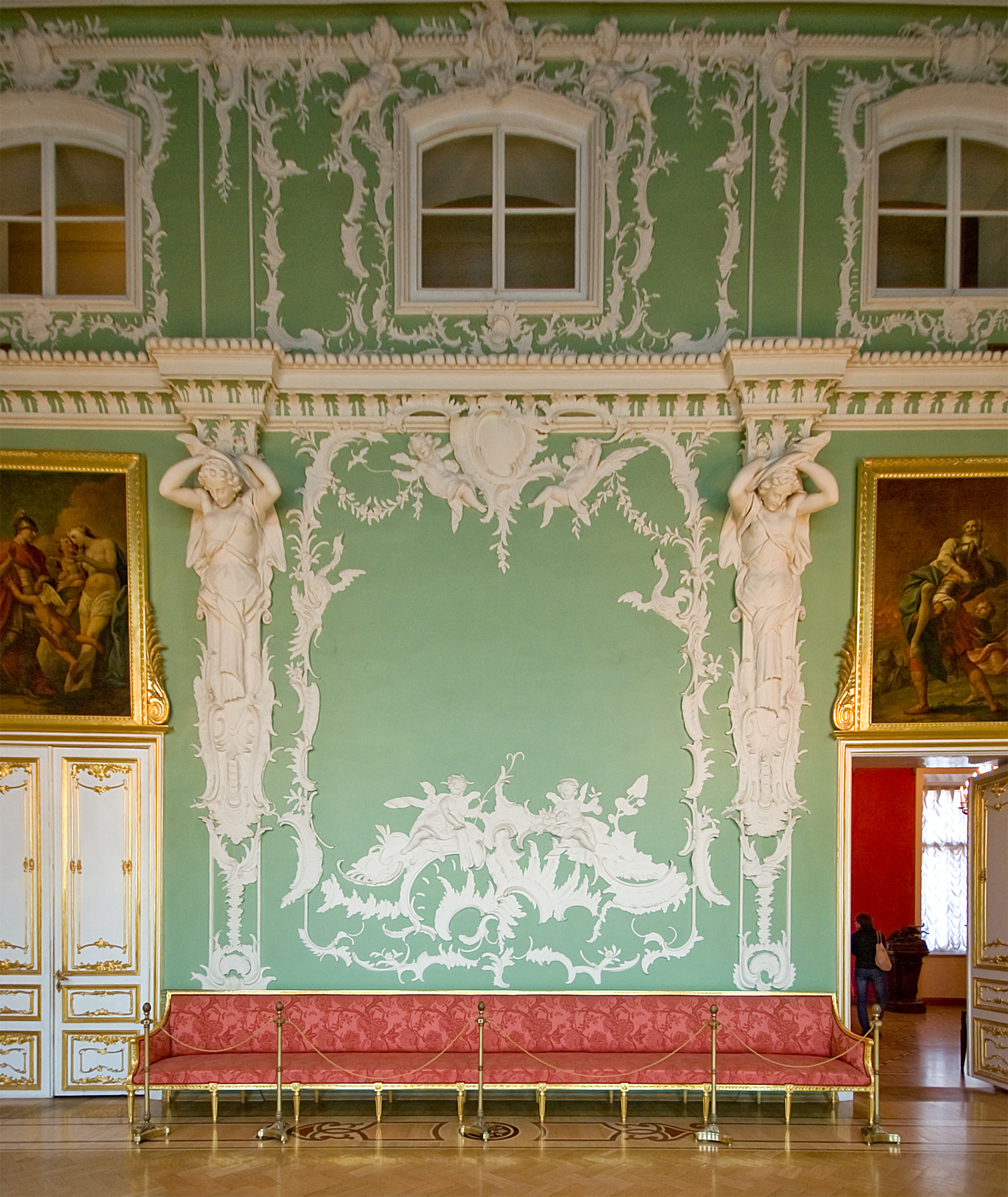
Декор Великої зали на 2008 р.

Комплексне дослідження будівлі та її реставрація почалися 1991 р. Фасадам повернуті історичні кольори. Офіційне відкриття палацу відбулося 2003 року. Сама будівля — філія Державного Російського музею.
Серед реставрованих інтер'єрів — Мінералогічний кабінет, Бібліотека, Фізичний кабінет. Ведуться ремонтні роботи в приміщені колишньої картинної галереї.